# Двенадцатицилиндровый двигатель

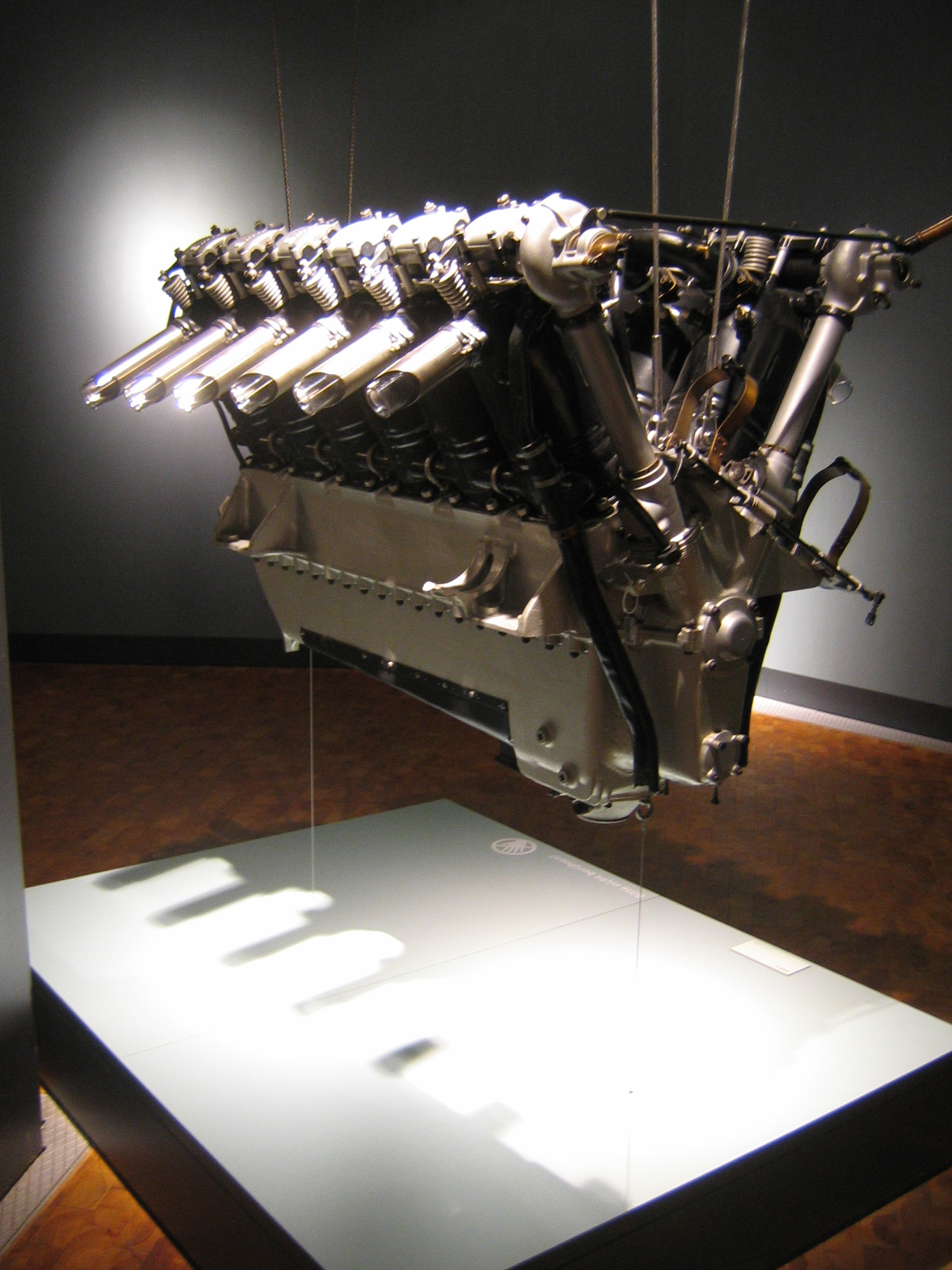
Авиационный двигатель BMW VI V12 с водяным охлаждением, 1926 год

Двенадцатицилиндровый двигатель — поршневой двигатель внутреннего сгорания с 12 цилиндрами. Имеет несколько вариантов компоновок.
Рядный двенадцатицилиндровый двигатель (L12 или I12) — двигатель внутреннего сгорания с рядным расположением двенадцати цилиндров, и поршнями, вращающими один общий коленчатый вал. Является полностью сбалансированной конфигурацией как двухтактного так и четырёхтактного двигателя. Подобные двигатели имеют очень большую длину при сравнительно малой ширине, в связи с чем применяются только на судах.
V-образный двенадцатицилиндровый двигатель (V12) — двигатель внутреннего сгорания с V-образной конфигурацией и 12 цилиндрами, размещёнными друг напротив друга, как правило, под углом в 60°. Включает два ряда по шесть цилиндров, и поршни, вращающие один общий коленчатый вал.
W-образный двенадцатицилиндровый двигатель (W12) — двигатель внутреннего сгорания с W-образной конфигурацией и 12 цилиндрами. Имеет более компактную компоновку, чем V12, однако лишён такой же плавной работы.
X-образный двенадцатицилиндровый двигатель (X12) — двигатель внутреннего сгорания с X-образным расположением двенадцати цилиндров (четыре ряда по три) и поршнями, вращающими один общий коленчатый вал.
Оппозитный двенадцатицилиндровый двигатель (F12) — двигатель внутреннего сгорания с оппозитной конфигурацией и 12 цилиндрами, угол между рядами которых составляет 180 градусов. Шире и меньше в высоту, чем V12, а также отличаются более низким центром тяжести. Используются исключительно в спортивных автомобилях среднемоторной компоновки и крайне редко на серийных автомобилях.

## История

### V12
Первый V-образный двигатель с двумя цилиндрами построил, в 1889 году, Готтлиб Даймлер по проекту Вильгельма Майбаха. К 1903 году V8 двигатели производились для моторных лодок компанией Société Antoinette по проекту Леона Левавассора, который опирался на опыт, накопленный при разработке двигателей с четырьмя цилиндрами. В 1904 году компания Putney Motor Works сконструировала новый морской двигатель V12, известный также как Craig-Dörwald — первый двигатель V12, произведённый с широким спектром применения.
В 1909 году французская компания Renault впервые представила авиационный двигатель V12 с углом расположения цилиндров в 60° и воздушным охлаждением. Рабочий объём силового агрегата составлял 12,2 литра, диаметр цилиндров и ход поршня равнялись 96×140 мм соответственно.
Ещё два двигателя с конфигурацией V12 появились в гоночном сезоне 1909—1910 годов для моторных лодок. Производителем 25,5-литрового силового агрегата выступала компания Lamb Boat & Engine Company. Второй, 56,76-литровый двигатель, был разработан компанией Orleans Motor Company.
В 1912 году компания ABC Motors выпустила 17,4-литровый двигатель V12 с водяным охлаждением. Мощность силового агрегата составляла 130 кВт при 1400 об/мин.
В октябре 1913 года Луис Коатлен, главный конструктор Sunbeam Motor Car Company, представил двигатель в конфигурации V12 для автомобиля. Рабочий объём силового агрегата составлял 9 литров, диаметр цилиндров и ход поршня равнялись 80×150 мм соответственно. Алюминиевый картер включал два блока с железными цилиндрами, расположенными под углом в 60°. Двигатель мощностью 150 кВт устанавливался на автомобиль Toodles V, который установил несколько рекордов на протяжении 1913 и 1914 годов.
Дальнейшее развитие двенадцатицилиндровых двигателей пришлось на Первую и Вторую мировые войны.

### I12

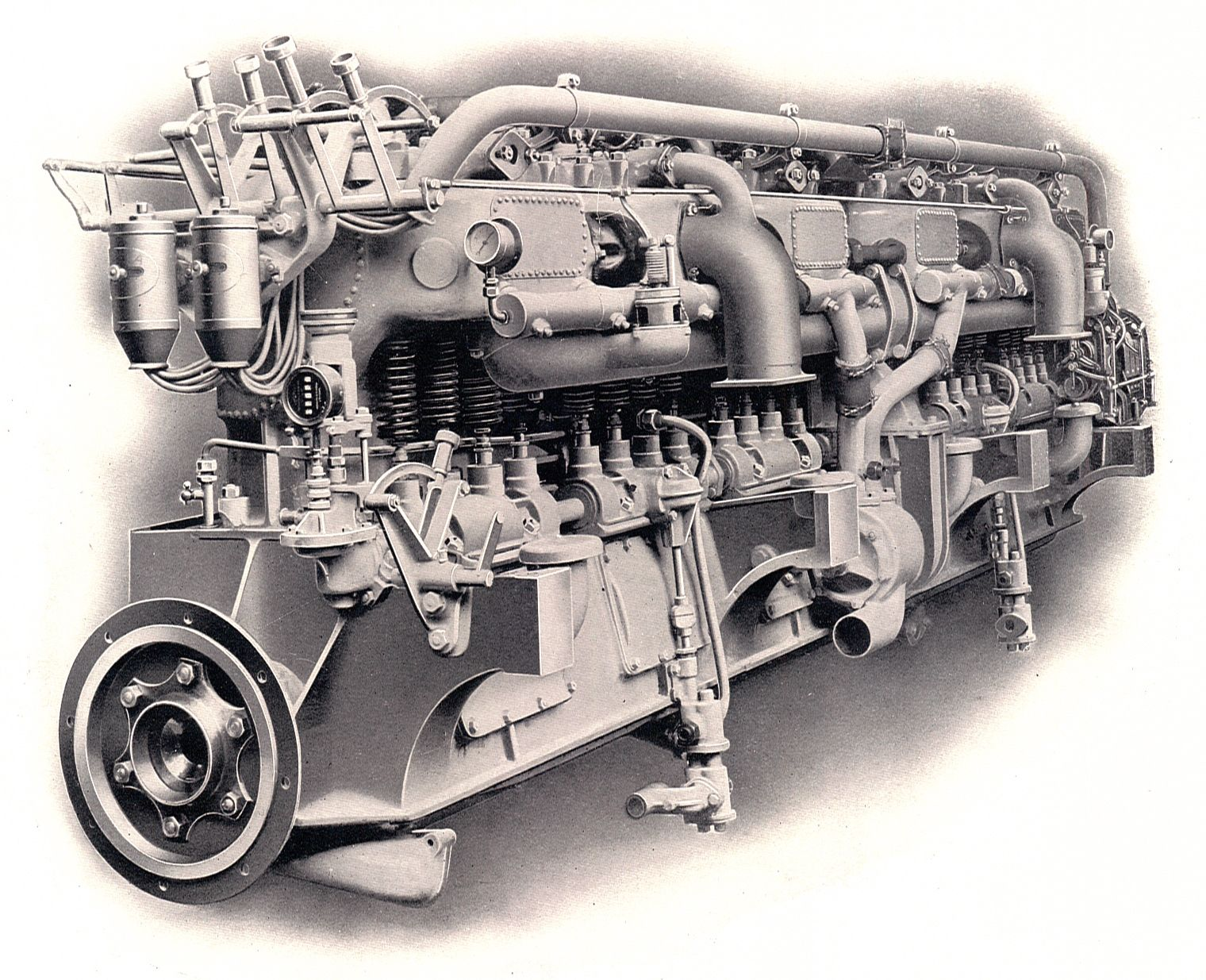
Судовой двигатель конфигурации I12 компании Wolseley Motors 1905 года

Двенадцатицилиндровые двигатели имеют большую длину, в связи с чем они крайне редко устанавливаются на автомобилях. Первый зарегистрированный подобный автомобиль называется Corona и датируется 1920 годом. Рабочий объём силового агрегата составлял 7238 см3. Компания Packard также экспериментировала с автомобилями, оснащёнными рядными 12-цилиндровыми двигателями в 1929 году.
Помимо автомобилей, основное своё применение двигатели с конфигурацией I12 нашли в крупных военных грузовиках и судах. Некоторые советские компании производили подобные силовые агрегаты в 1960-х и 1970-х годах. В 2000-х годах машиностроительная фирма Wärtsilä выпустила рядный дизельный двигатель Wärtsilä-Sulzer RTA96-C с 12-ю цилиндрами.

## Применение

### Автомобильная промышленность

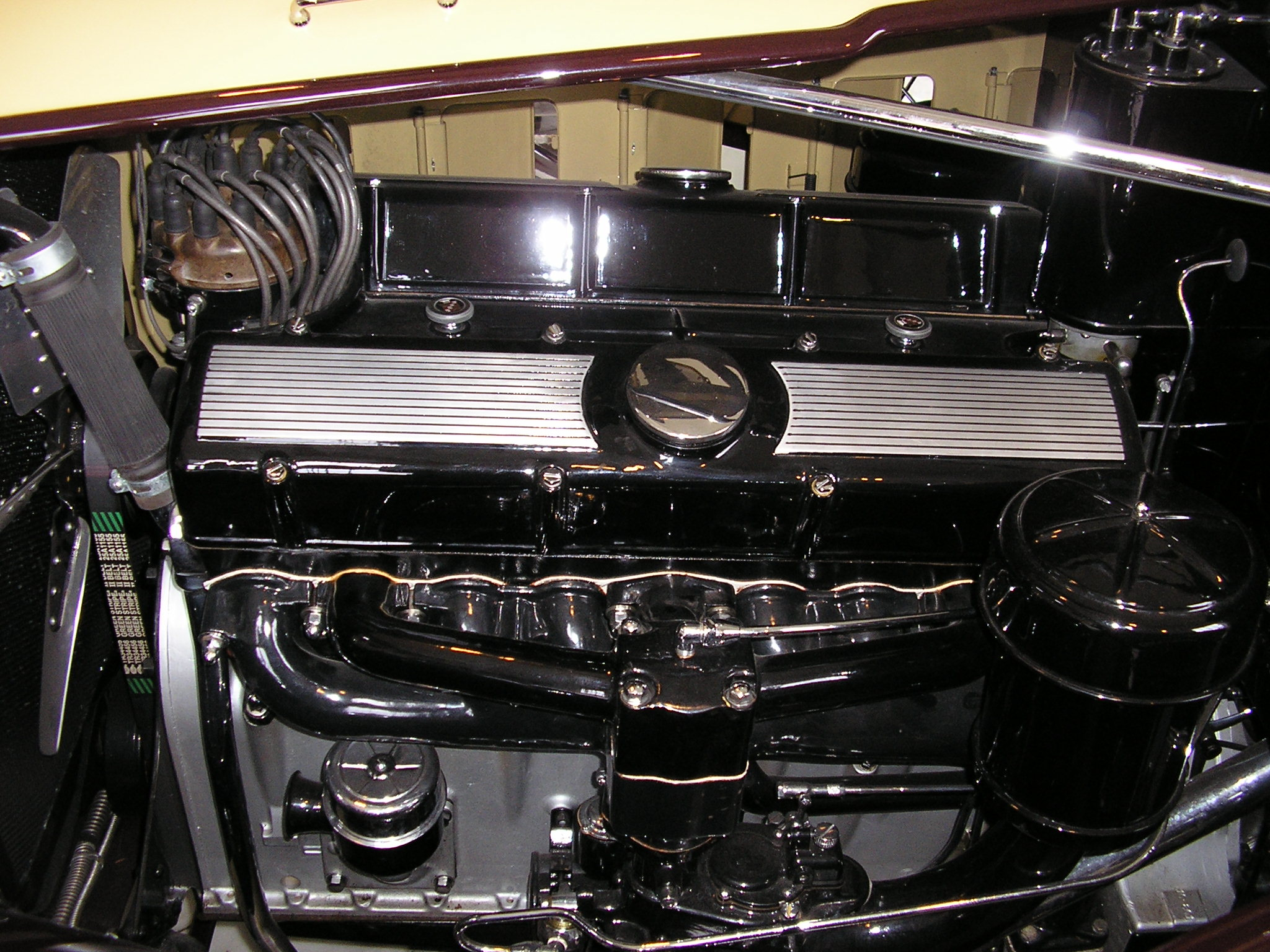
V12 двигатель на купе Cadillac Series 370 A 1931 года

В автомобильной промышленности двигатели V12 не получили массового распространения из-за их сложности и стоимости. В основном они применяются в дорогих спортивных и роскошных автомобилях благодаря своей мощности, более плавной работе и характерному звуку.
Одним из первых серийных автомобильных двигателей в конфигурации V12 является Packard «Twin Six», который выпускался в период с 1915 по 1923 год.
До начала Второй мировой войны 12-цилиндровые двигатели устанавливались на автомобили класса люкс таких производителей, как Packard (с 1916 по 1923 год, затем снова с 1932 по 1939 год), Daimler-Benz (с 1926 по 1937 год), Hispano-Suiza (1931 год), Cadillac, Auburn (1932 год), Lincoln (с 1932 по 1942 год, затем снова с 1948 года), Rolls-Royce и другие.
Улучшения в конструкции камеры сгорания и формы поршня позволило более лёгким двигателям V8 превзойти V12 в мощности начиная с 1930-х годов: только малые силовые агрегаты Lincoln V12 H-серии остались после войны, но уже в 1949 году были также вытеснены двигателями V8. Двенадцатицилиндровые двигатели не имели спроса на послевоенном рынке в Европе, в связи с чем производство V12 двигателей для автомобилей было весьма ограниченным до 1960-х годов.
С 1949 итальянская компания Ferrari применяет двенадцатицилиндровые двигатели для собственных флагманских спортивных купе. Её ближайший конкурент, Lamborghini, также использует конфигурацию V12 для многих дорожных автомобилей с момента создания компании в 1963 году.

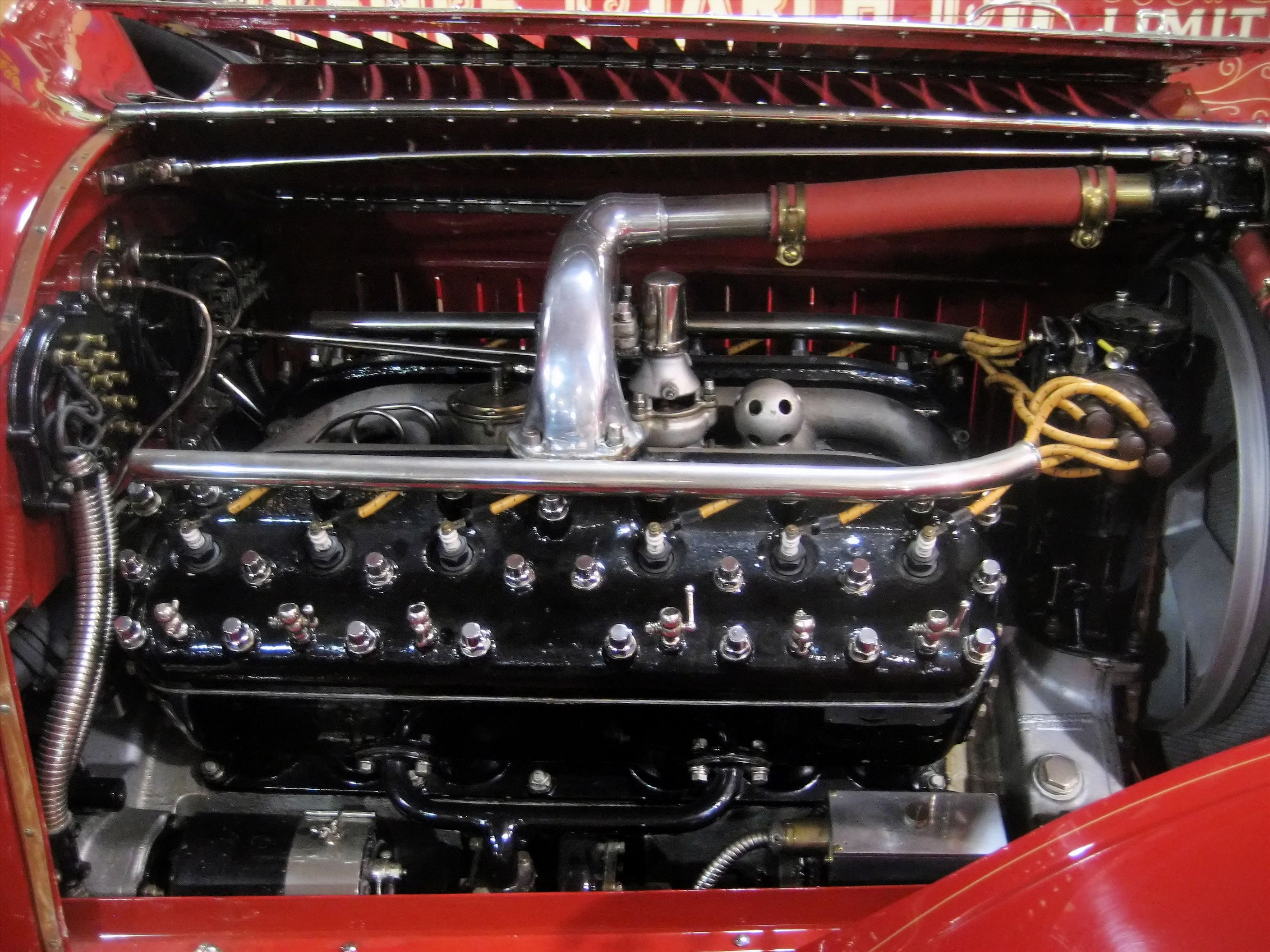
Packard Twin-Six V12 1916 года

В 1972 году компания Jaguar представила двигатель XJ12 в конфигурации V12 с рабочим объёмом в 5,3-литра, выпуск которого продолжался до 1996 модельного года, после чего компания прекратила его производство.
Немецкая компания BMW вернулась к силовым агрегатом V12 в рамках собственных седанов 7-й серии в 1986 модельном году, вынудив конкурента, Mercedes-Benz, последовать их примеру в 1991 году. Основными рынками сбыта для транспортных средств с подобным двигателем стали страны США, Китай и Россия. BMW разработала V12 двигатели для автомобилей торговой марки Rolls-Royce, в то время как штутгартский концерн Daimler-Benz применял их на автомобилях марки Maybach.
Британская автомобилестроительная компания TVR разработала собственный 7,7-литровый V12 двигатель, названный «Speed Twelve», однако проект не получил дальнейшего развития.
В 1997 году Toyota оснастила роскошный седан Toyota Century 5,0-литровым DOHC V12 двигателем (модель #1GZ-FE).
В 2008 году немецкая компания Audi запустила свою модель Q7 с 5,9-литровым V12 твин-турбо дизельным двигателем, который также был установлен на концепт-кар Audi R8 V12 TDI. В 2009 году китайская компания First Automotive Works выпустила представительский автомобиль Hongqi HQE с 6,0-литровым двенадцатицилиндровым двигателем (модель #CA12VG).
В настоящее время основным автомобильными производителями, использующими двигатели в конфигурации V12, являются такие компании, как BMW, Ferrari, Jaguar, Lamborghini, Lincoln, Mercedes-Benz, Pagani Automobili и Rolls-Royce. В Великобритании единственным производителем, широко применяющим двигатели V12, является компания Aston Martin.

#### Серийные автомобили с двигателем V12

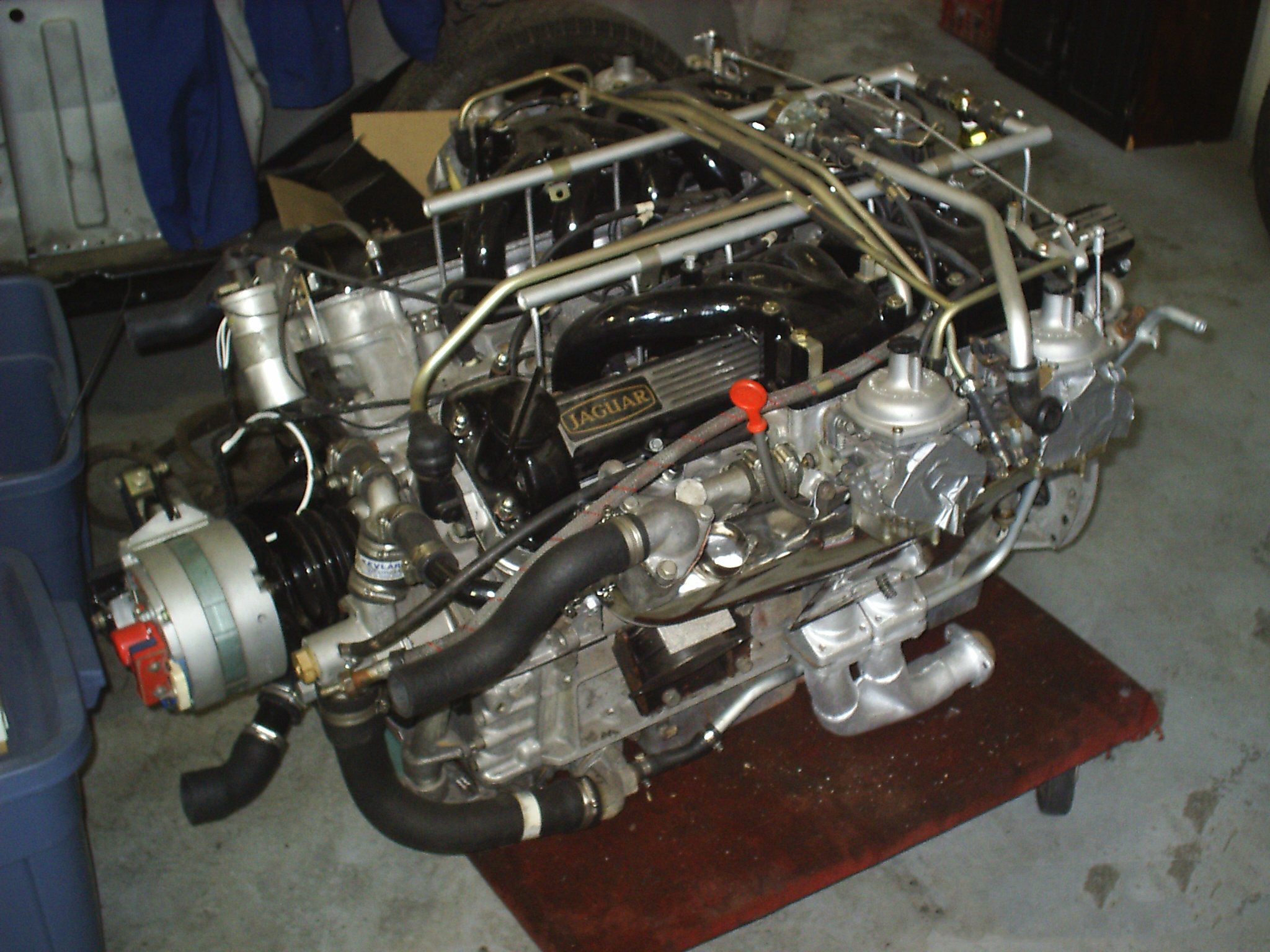
V12 двигатель производства Jaguar

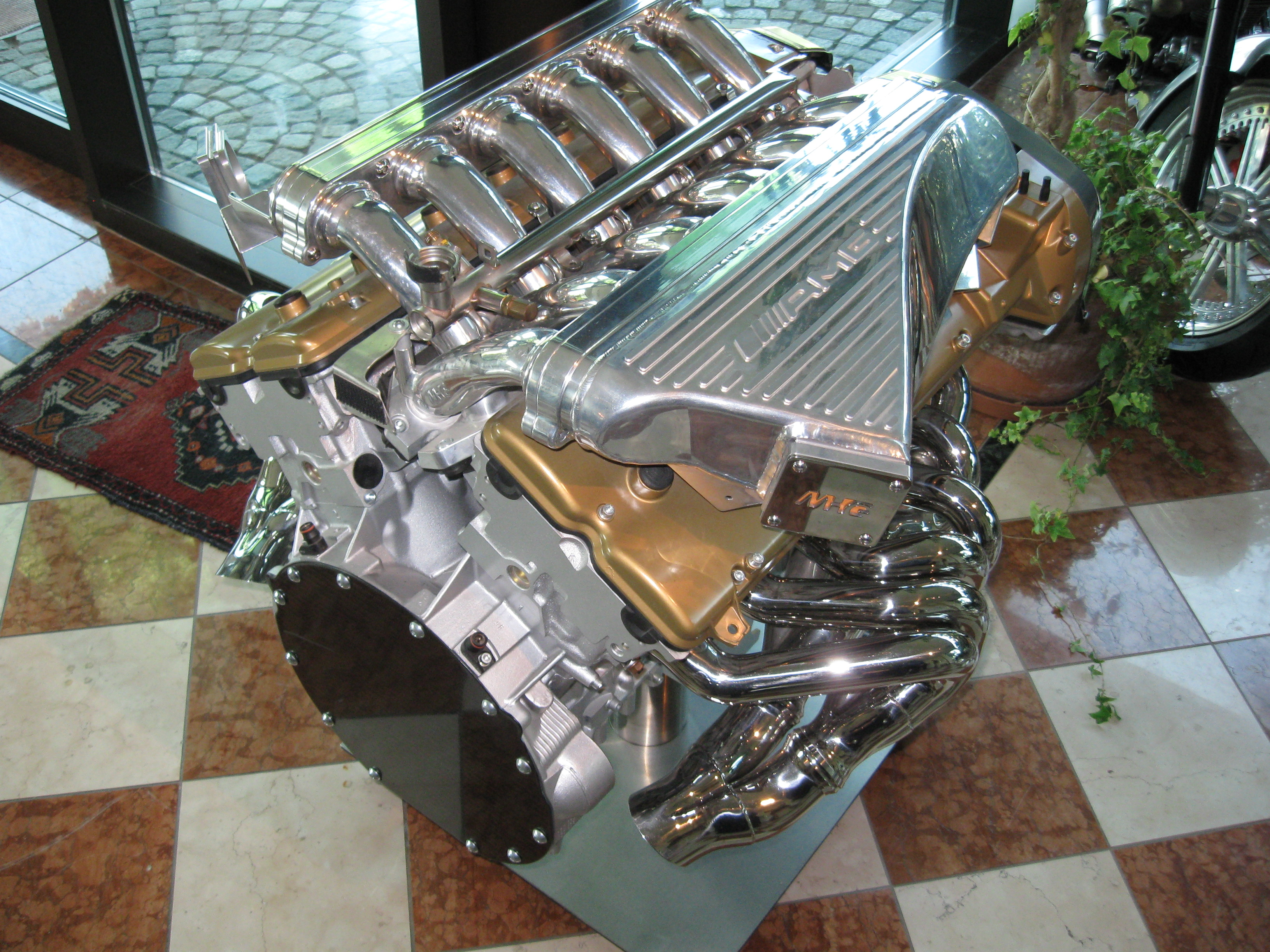
Двигатель Mercedes-AMG на заводе Pagani

В список автомобилей, оснащённых двигателем V12 и выпущенных после Второй мировой войны, входят следующие модели (в алфавитном порядке и в порядке выпуска):
- Aston Martin DB7 Vantage
- Aston Martin Vanquish
- Aston Martin DB AR1
- Aston Martin DB9
- Aston Martin DBS (2007–)
- Aston Martin V12 Vantage
- Aston Martin One-77
- Aston Martin Rapide
- Aston Martin Virage (2011–)
- Aston Martin V12 Zagato
- Aston Martin DB 11
- Audi Q7 V12 TDI
- B Engineering Edonis
- BMW 750i/750iL (E32 & E38)/760i/760Li (E65 & F01)
- BMW 850i/Ci/CSi
- Bugatti EB110
- Bugatti EB112
- Daimler Double Six
- Ferrari 125
- Ferrari 166
- Ferrari 195
- Ferrari 212
- Ferrari 340/342/375/375 America
- Ferrari 250
- Ferrari 250 GT Lusso
- Ferrari 410/400 Superamerica
- Ferrari 275
- Ferrari 330
- Ferrari 500 Superfast
- Ferrari 365 California
- Ferrari 365 GT 2+2
- Ferrari 365 GTC & GTS
- Ferrari 365 GTB/4 & 365 GTS/4 "Daytona"
- Ferrari 365 GTC/4
- Ferrari 365 GT4 2+2
- Ferrari 400, 400i & 412
- Ferrari 456
- Ferrari F50
- Ferrari 550 Maranello/Barchetta Pininfarina
- Ferrari 575M Maranello/Superamerica
- Ferrari Enzo
- Ferrari 612 Scaglietti
- Ferrari 599 GTB Fiorano/GTO
- Ferrari FF
- Ferrari F12berlinetta/F12tdf
- Ferrari LaFerrari
- Ferrari GTC4Lusso
- Hongqi HQE/L7/L9
- Hongqi L5
- Horch 12
- Jaguar E-Type V12
- Jaguar XJ-S
- Jaguar XJ12 & XJ12C
- Jaguar XJR15
- Lagonda Taraf
- Lamborghini 350 GT
- Lamborghini 400 GT
- Lamborghini Islero
- Lamborghini Miura
- Lamborghini Espada
- Lamborghini Jarama
- Lamborghini Countach
- Lamborghini LM002
- Lamborghini Diablo
- Lamborghini Murciélago
- Lamborghini Reventón
- Lamborghini Aventador
- Lamborghini Veneno
- Lamborghini Centenario
- Lincoln Continental
- Lincoln H-Series
- Lister Storm
- Lotec Sirius
- Maserati MC12
- Maybach 57 / 62
- McLaren F1
- Mercedes-Benz CL600/CL63 AMG (W215 only)/CL65 AMG
- Mercedes-Benz S600 (W140, W220, W221, W222)/S63 AMG (W220)/S65 AMG (W220, W221, W222)
- Mercedes-Benz SL600/SL65 AMG/SL70 AMG (R129)/SL73 AMG (R129)
- Mercedes-Benz CLK GTR AMG
- Mercedes-Benz G65 AMG / Mercedes-AMG G65
- Pagani Zonda
- Pagani Huayra
- Panther De Ville
- Panther J72
- Rolls-Royce Silver Seraph/Silver Seraph Park Ward
- Rolls-Royce Phantom (2003–)
- Rolls-Royce Phantom Drophead Coupé (2007–)
- Rolls-Royce Phantom Coupé (2008–)
- Rolls-Royce Ghost
- Rolls-Royce Wraith (2013–)
- Toyota Century
- Tramontana R
- Vector M12

#### Прототипы с двигателями V12
- Aston Martin Vulcan
- Audi R8 Le Mans Concept
- BAIC C90L

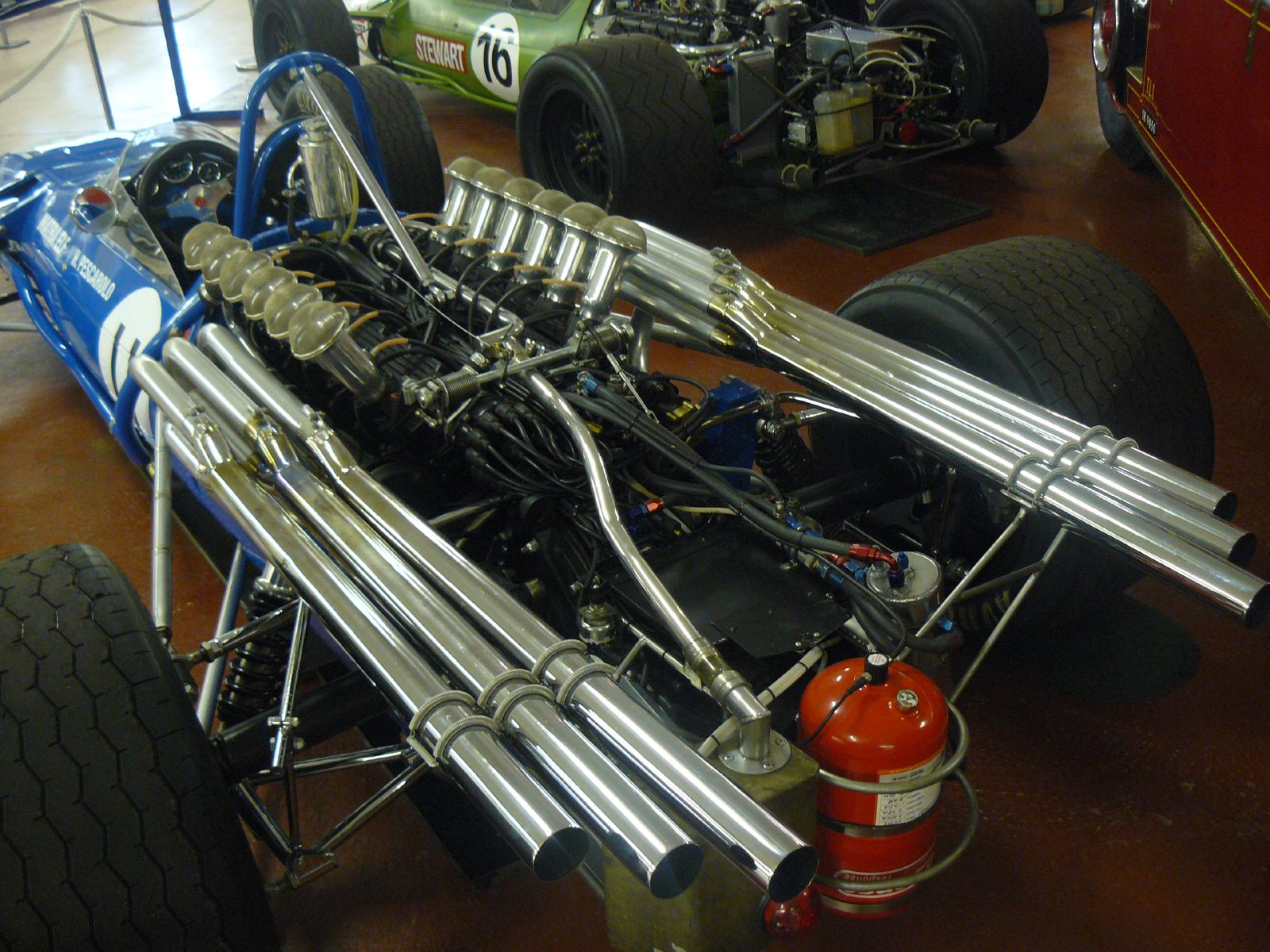
Двигатель Matra MS11 1968 года

- BMW Nazca M12 (концепт от Italdesign)
- BMW CS Concept
- BMW M8 Prototype
- Bertone Genesis
- Cadillac Cien
- Chrysler ME Four-Twelve
- Ferrari F12 TRS
- Ferrari FXX
- Ferrari FXX-K
- Ferrari P540 Superfast Aperta
- Ford GT90
- Ford Indigo
- Isdera Commendatore 112i
- Jaguar XJ13
- Jaguar XJ220 Concept
- Lamborghini Flying Star II
- Lamborghini LM004
- Laraki Fulgura
- Lincoln Continental (концепт 2002 года)
- Maybach Exelero
- Méga Monte Carlo
- Peugeot 907 (первый автомобиль Peugeot с V12, 2004)
- Toyota Century Royal
- TVR Cerbera Speed Twelve (в производство не поступил)
- Volga V12 Coupe (на заказ)
- Yamaha OX99-11
- Zagato Raptor

#### Автомобили с двигателем F12

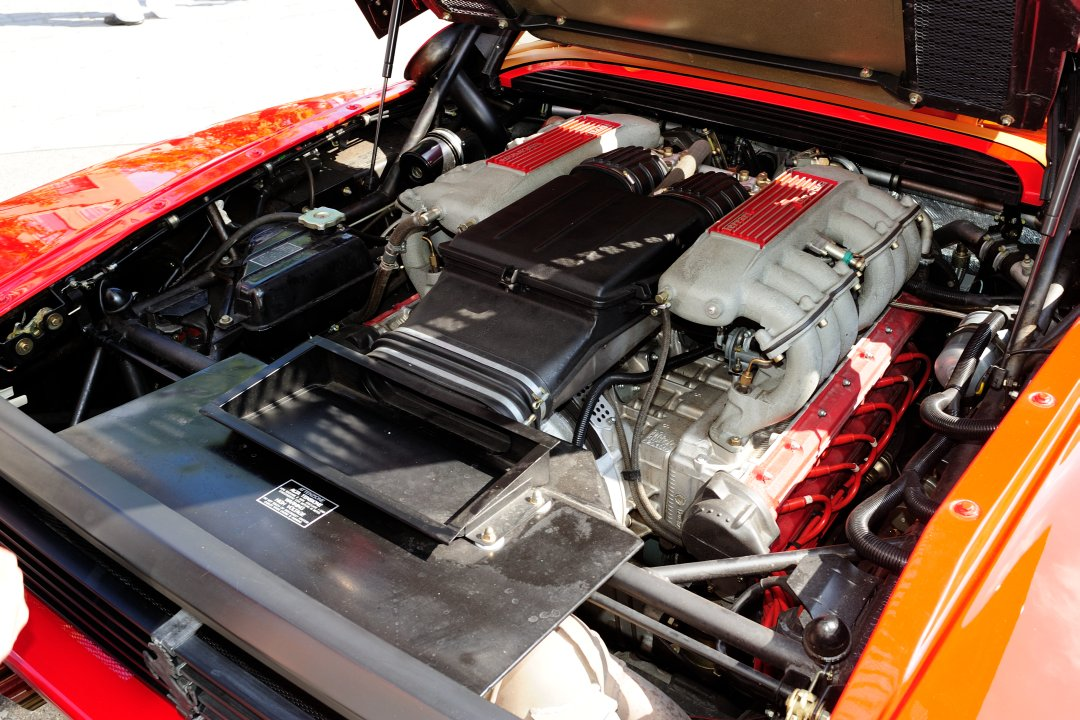
F12 двигатель на автомобиле Ferrari Testarossa

В число автомобилей, оснащённых двенадцатицилиндровыми оппозитными двигателями, входят:
- Ferrari 1512 (Ferrari 512 F1)
- Jiotto Caspita
- Ferrari Berlinetta Boxer[8]
- Ferrari Testarossa
- Mercedes-Benz C291
- Porsche 917

#### Автомобили с двигателем W12

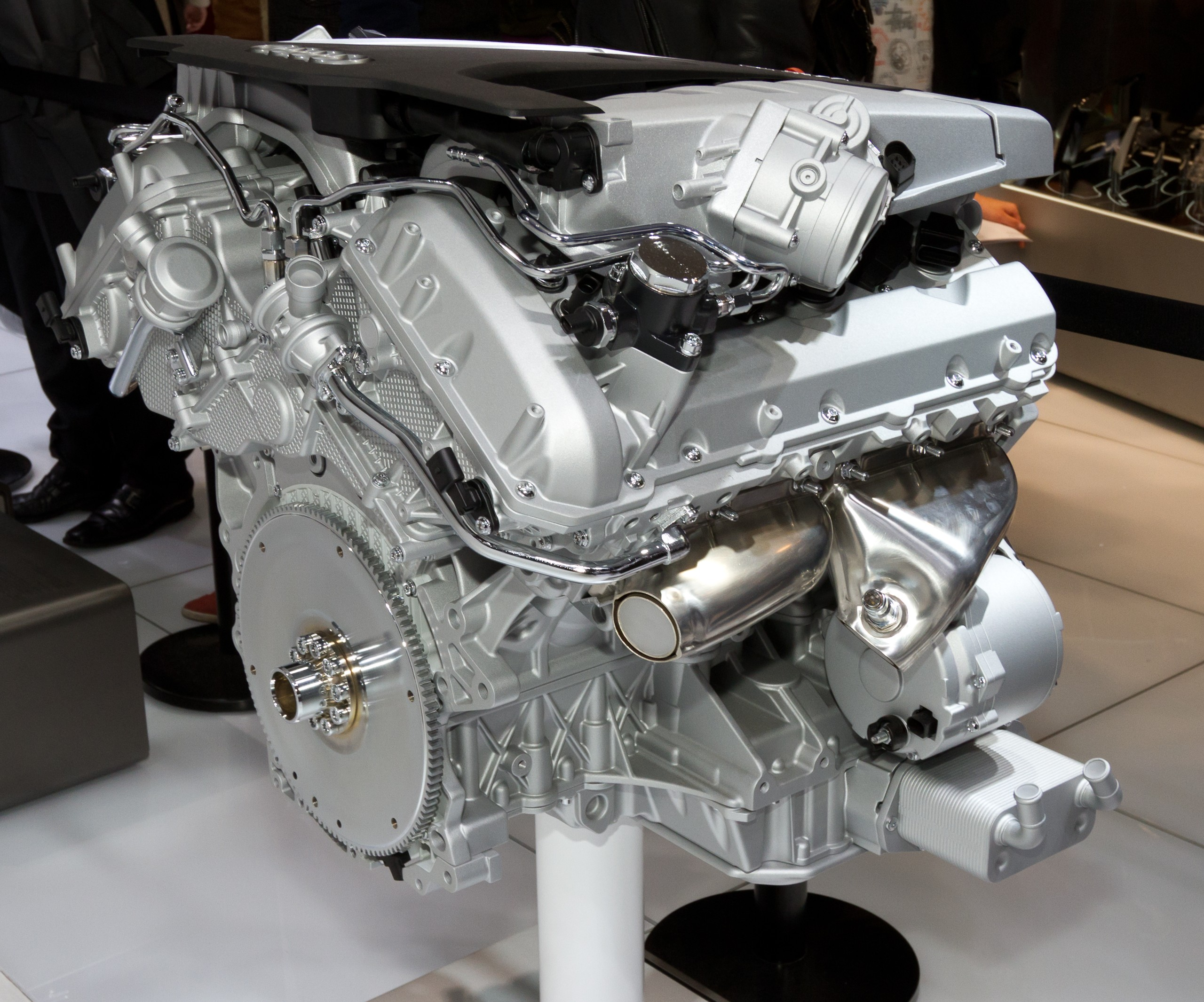
Двигатель W12 объёмом 6.3 литра

В качестве примера автомобилей с двигателем W12 можно привести следующие модели:
- Audi AG
  - Audi Avus quattro
  - Audi A8 W12
- Bentley Motors
  - Continental GT
  - Flying Spur
  - Bentayga
- Spyker
  - Spyker C12
  - Spyker C12 Zagato
  - Spyker D12
- Volkswagen
  - Volkswagen Phaeton
  - Volkswagen Touareg I
  - Volkswagen W12

### Автоспорт

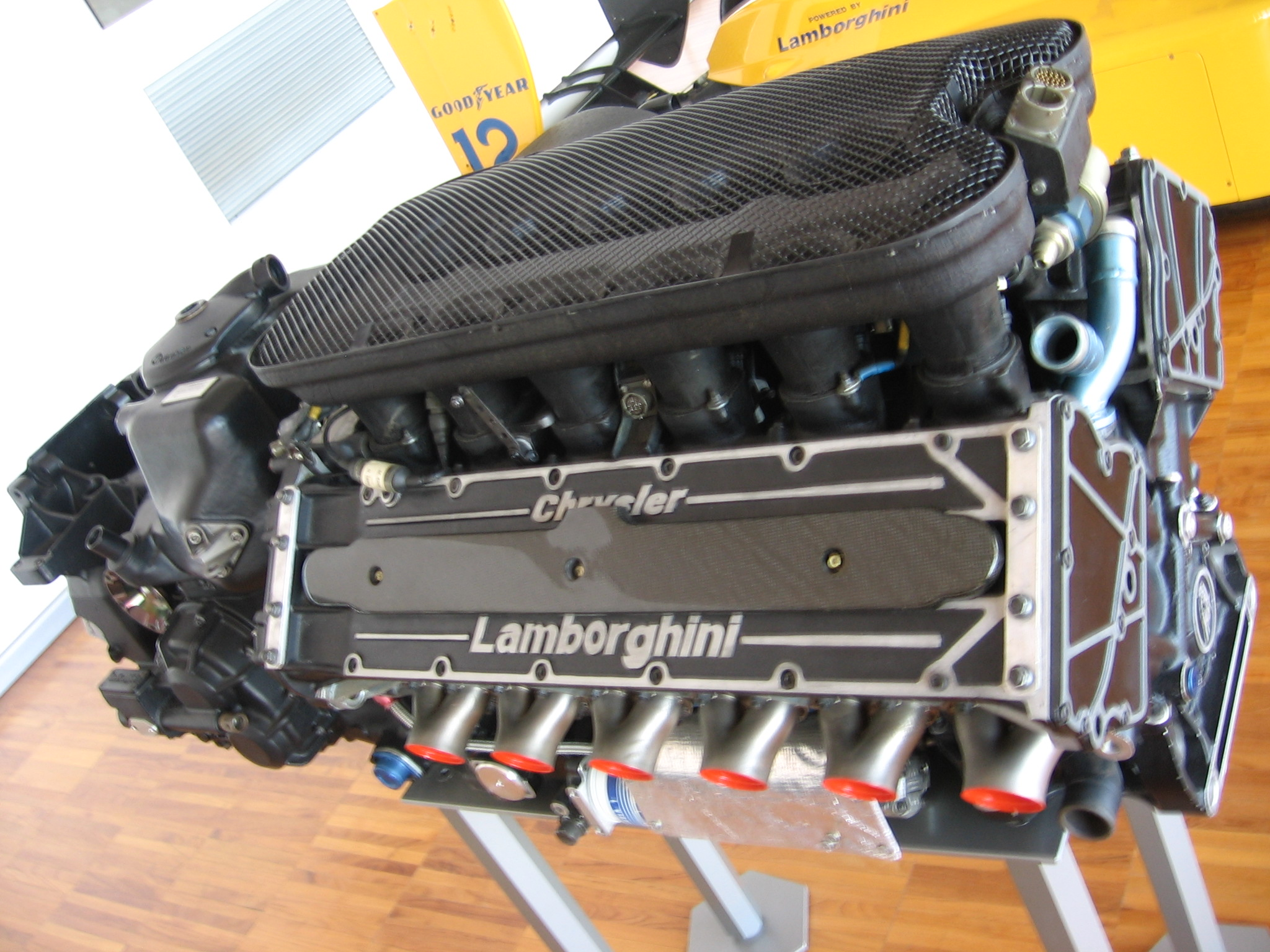
Двигатель 3512 компании Lamborghini для Формулы-1

Двигатели V12 широко применялись в Формуле-1 и гонках на выносливость. С 1965 по 1980 год такие компании как Ferrari, Weslake, Honda, BRM, Maserati, Matra, Delahaye, Peugeot, Delage, Alfa Romeo, Lamborghini и Tecno оснащали собственные автомобили 12-цилиндровыми силовыми агрегатами в V-образной или оппозитной (F12) конфигурации. Последний двигатель V12, применённый на гоночном автомобиле в рамках Формулы-1, называется Ferrari 044. Он был установлен на Ferrari 412 T2, которым управлял Жан Алези и Герхард Бергер в 1995 году.
В конце 1960-х годов компания Nissan использовала двигатели V12 для участия в гонках Гран-при Японии. Впоследствии она снова вернулась к ним в рамках группы C в начале 1990-х годов.
На Парижском автосалоне 2006 года компания Peugeot представила новый гоночный автомобиль, а также роскошный концепт-кар седана, названные 908 HDi FAP и 908 RC соответственно. Оба транспортных средства оснащены дизельным двигателем в конфигурации V12, мощность которого составляет 700 л. с. (515 кВт). Гоночная версия приняла участие в 24-часовой гонке 2007 года в Ле-Мане, заняв второе место. Первое досталось автомобилю Audi R10 TDI, также оснащённому дизельным двигателем V12, специально разработанным для сезона 2006 года.

### Авиационная промышленность

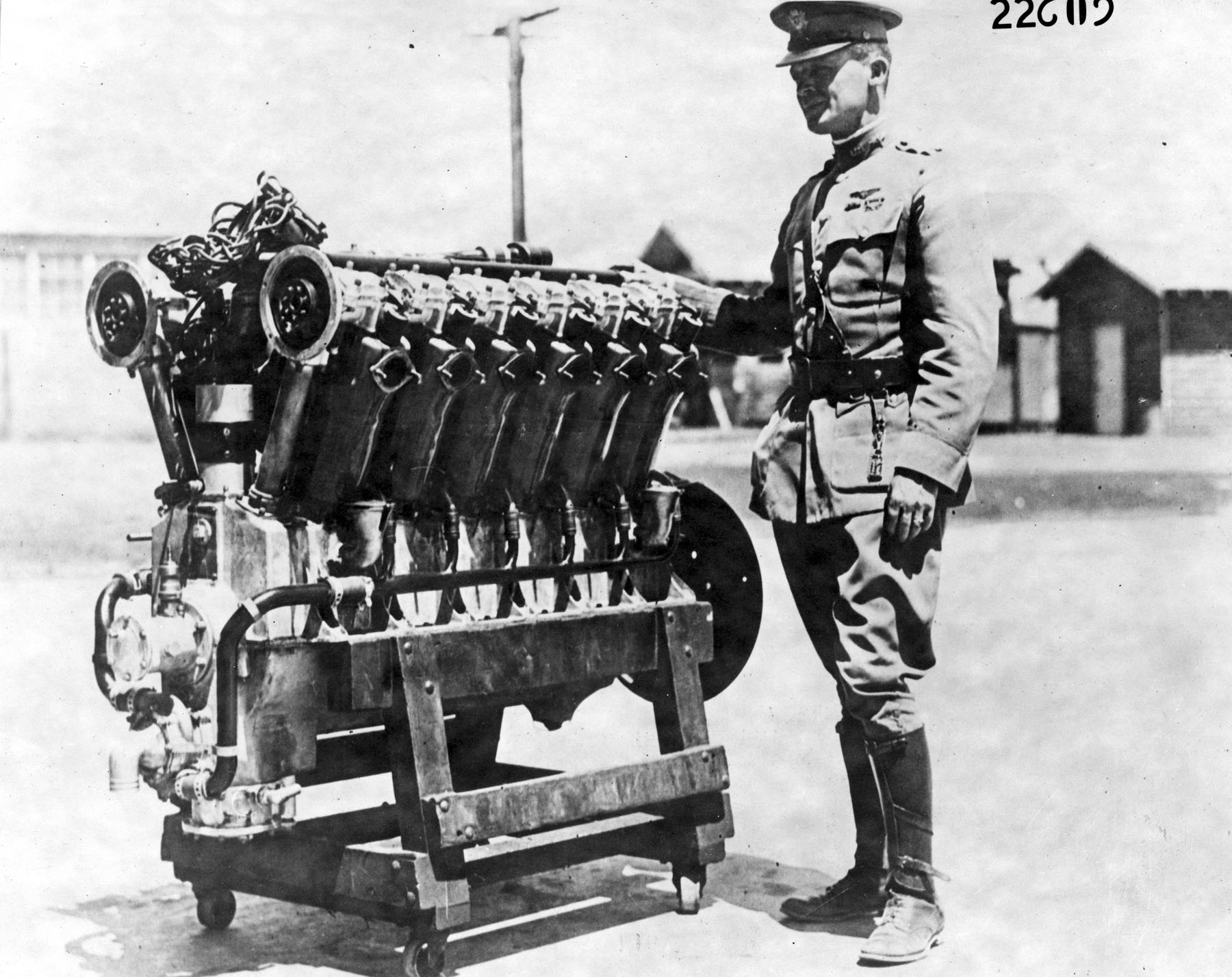
Американский авиационный двигатель Liberty L-12 V12

К концу Первой мировой войны, двигатели V12 хорошо зарекомендовали себя в авиации, будучи установленными на некоторых новейших и крупнейших истребителях и бомбардировщиках. Выпуском подобных силовых агрегатов занимались такие компании, как Renault и Sunbeam. Большинство дирижаблей марки Цеппелин оснащались двенадцатицилиндровыми двигателями производства фирм Maybach и Daimler. Множество американских компаний наладили производство двигателя Liberty L-12.
В 1923 году советский конструктор Аркадий Швецов спроектировал двенадцатицилиндровый двигатель жидкостного охлаждения РАМ (русский авиационный мотор) мощностью 750 лошадиных сил, который был собран в 1926 году. В 1930 году В. Я. Климов создал двенадцатицилиндровый двигатель жидкостного охлаждения М-13 мощностью 880 лошадиных сил.
Наиболее серьёзное развитие V-образные двенадцатицилиндровые двигатели получили во время Второй мировой войны. Истребители и бомбардировщики, такие как британской Rolls-Royce Merlin и Griffon, советский Климов ВК-107 и Микулин АМ-38, американский Allison V-1710 или немецкие Daimler-Benz DB 600 и Junkers Jumo использовали двигатели V12.
После Второй мировой войны двигатели V12 стали устаревать в связи с введением турбореактивных и турбовинтовых двигателей, которые имели больше мощности для своего веса при меньшей сложности конструкции.

### Военная промышленность

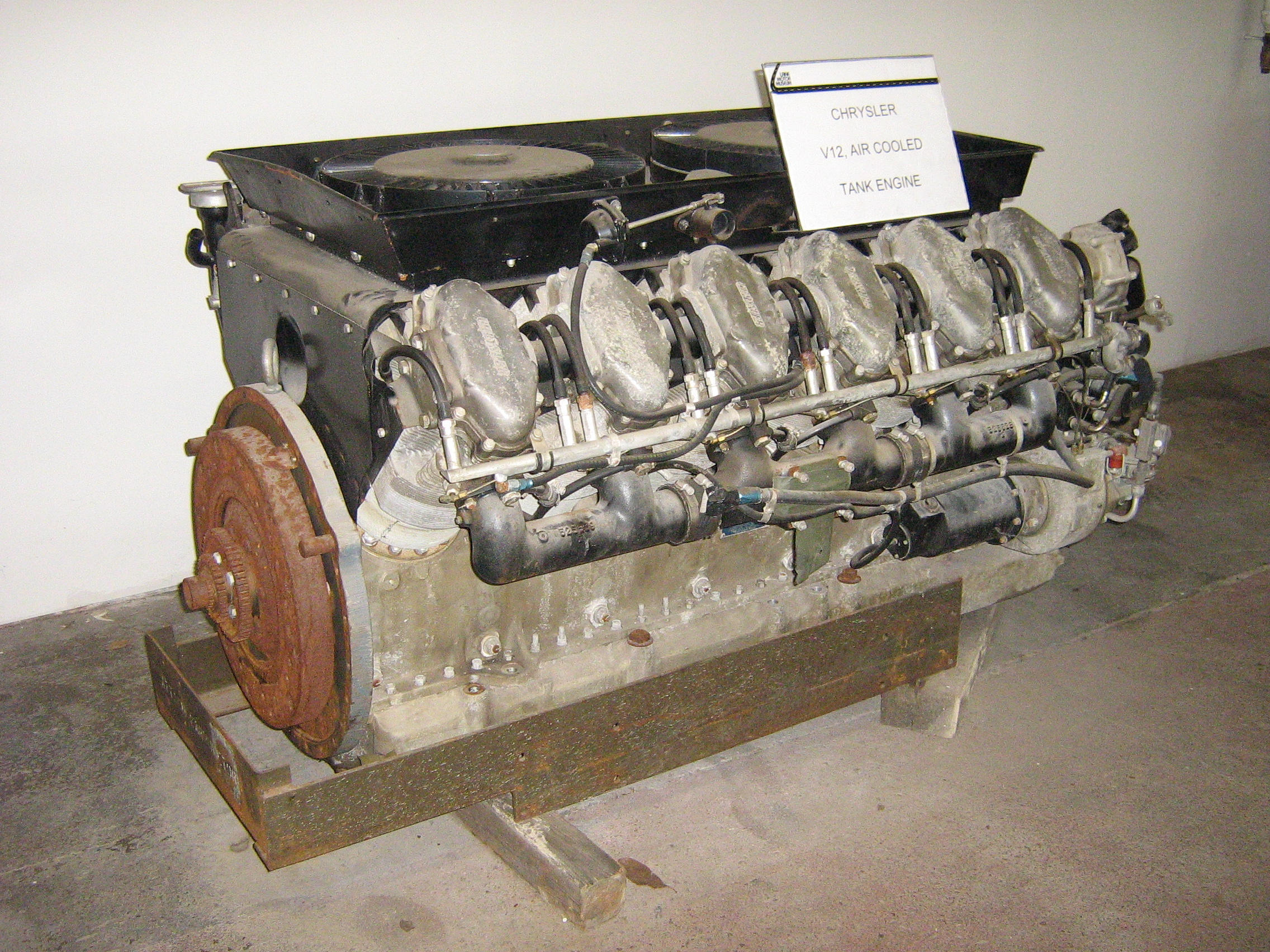
Двигатель Chrysler V12 для танков

Двигатели в конфигурации V12 применяются на танках и других боевых бронированных машинах (ББМ). Среди наиболее известных можно выделить:
- Немецкий бензиновый двигатель Maybach HL120TRM, устанавливавшийся на танки PzKpfw III и PzKpfw IV во время Второй мировой войны.
- Британский бензиновый двигатель Rolls-Royce Meteor, основанный на английском авиационном силовом агрегате Merlin, устанавливавшийся на танки Кромвель и Комета, а также послевоенные Центурион и Конкэрор.
- Советский дизельный двигатель В-2, которым оснащались танки Т-34, КВ-1, КВ-2 и ИС-2. Большинство современных российских дизельных двигателей для танков вернулись к базовой конструкции V12.
- Американский Continental AV1790, выпускавшийся как в бензиновой, так и дизельной модификации, устанавливался на все версии танков Patton и M103.
- 26,6-литровый дизельный силовой агрегат производства фирмы Perkins Engines устанавливался на основной боевой танк Челленджер 2 и его модификации.

### Тяжёлые грузовики

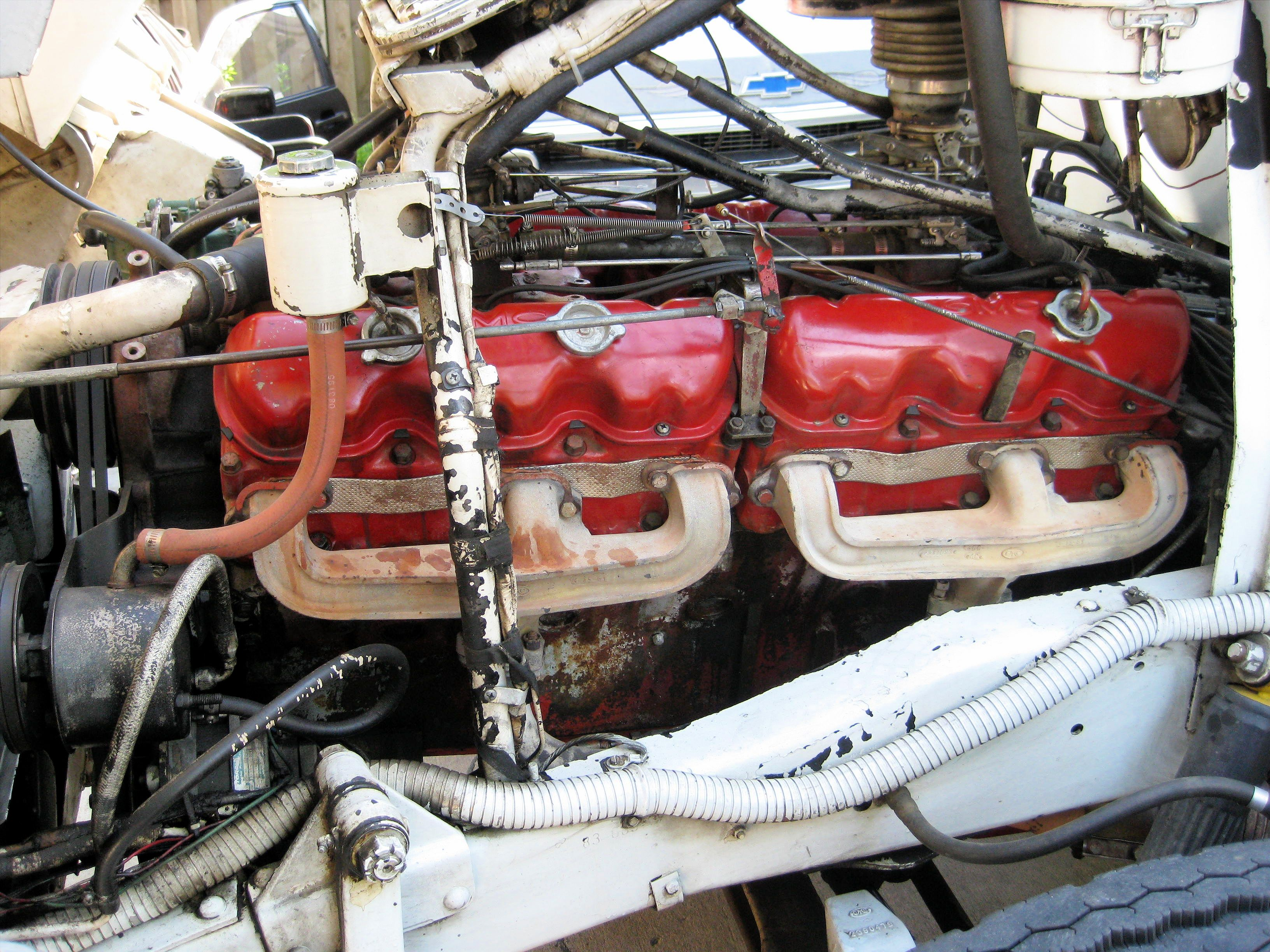
11,5-литровый двигатель GMC V12 702, 1961 год

Производитель пожарных автомобилей компания Seagrave Fire Apparatus LLC выпускала две версии двигателя V12 Pierce Arrow начиная с 1935 года. После окончания производства в 1938 году, компания закупила необходимое оборудование и продолжила производить и предлагать данные силовые агрегаты до 1970 года. Автопроизводитель American LaFrance начиная с 1931 года также предлагал специальные транспортные средства с серией V-образных двигателей с 12 цилиндрами, построенных компанией ALF, но разработанных на основе двигателей Lycoming ВВ. Оба производители перестали предлагать V12 двигатели после того, как отделы пожарной охраны начали запрашивать дизельные двигатели при заказе пожарных автомобилей.
Чешская компания Tatra использует дизельные двигатели V12 при производстве большинства собственных грузовиков. Так, например, модель Tatra 813 оснащается 19-литровым атмосферным дизельным V-образным двигателем с 12 цилиндрами и воздушным охлаждением. На грузовик Tatra T815 устанавливается турбированный V12 дизельный двигатель. Некоторые большие грузовики оснащаются двумя раздельными V12 двигателями, которыми управляет общий вал, и зачастую они рекламируется как силовые агрегаты V24.
Компания GMC с 1960 по 1965 год выпускала большой бензиновый двигатель в конфигурации V12 для собственных грузовиков, известный под названием «Twin-Six». Он представлял собой пару обычных силовых агрегатов GMC 351 V6 с четырьмя клапанными крышками и четырьмя выпускными коллекторами.
Американская компания Detroit Diesel, подразделение Daimler AG, выпускала двигатели серий 53, 71, 92 и 149 в различных конфигурациях, в том числе и V12.